# Neolithicum
Het neolithicum of de jonge of nieuwe steentijd is een prehistorische periode waarin stenen werktuigen werden gebruikt en die ca. 11.000 v.Chr. begon en duurde tot de bronstijd (circa 3.000 v.Chr.). Deze periode wordt gekenmerkt door technische en sociale veranderingen die voortkwamen uit de overgang van een samenleving van jager-verzamelaars met een rondtrekkend bestaan naar een agrarische samenleving van mensen die in nederzettingen woonden (sedentarisme) en aan landbouw en veeteelt deden, de neolithische revolutie. Zij legden voorraden aan voor slechte tijden. 

## Definitie
De voornaamste neolithische vernieuwingen waren landbouw en veeteelt, het gebruik van werktuigen van gepolijste steen en aardewerk (gebakken potten).
In het late neolithicum werd ook het wiel en het schrift uitgevonden en uiteindelijk de metaalbewerking (Kopertijd), waarmee de overgang naar de bronstijd begon.
Een van de eersten om de term te gebruiken was Sir John Lubbock in 1865, hoewel de term neolithic al eerder was geïntroduceerd.
De twee voornaamste innovaties van het neolithicum, landbouw en aardewerk, werden niet tegelijk uitgevonden. In West-Azië kwam eerst de landbouw (pre-keramisch neolithicum), in Oost-Azië en Europa eerst de keramiek (vroeg-neolithicum).
De Nieuwe Wereld maakte een geheel eigen ontwikkeling door, de formatieve periode.

## Ontstaan van landbouw

Verspreiding van de landbouw

De landbouw schijnt in meerdere plaatsen op de wereld onafhankelijk van elkaar in ongeveer dezelfde tijd begonnen te zijn en zich vervolgens van daaruit over heel de wereld verspreid te hebben. De aanvang en de snelheid waarmee deze zich ontwikkelde verschilt van regio tot regio en wordt dan ook per regio behandeld.
De landbouw begon eerst op die plaatsen die daar het gunstigst voor waren wat betreft klimaat en voedselbronnen. In zeer koude, zeer hete of droge gebieden bleef jager-verzamelaar langer de bestaansvorm.
De belangrijkste kerngebieden waren:
- Zuidwest-Azië: de Vruchtbare Sikkel en Zuid-Anatolië, zich uitbreidend naar de Indusvallei
- Oost-Azië: China in de bekkens van de Jangtsekiang en Gele Rivier
- het huidige Peru in het Andes-gebergte
- Midden-Amerika in het huidige Mexico

Mogelijk zijn er nog meer kernen geweest: Nieuw-Guinea, Centraal-Afrika en oostelijk Noord-Amerika worden genoemd. Ook het Amazonebekken in Zuid-Amerika (3000-2000 v.Chr.) is geopperd.

## Aanvang en verspreiding
De aanvang van het neolithicum en de snelheid van de ontwikkelingen, verschilt van regio tot regio. In sommige regio's zijn deze veranderingen relatief snel gegaan en sommige auteurs menen dan ook te kunnen spreken van een neolithische revolutie. Aangezien het proces millennia heeft geduurd wordt ook wel gesproken van een neolithische evolutie.

### Zuidwest-Azië

Vruchtbare Sikkel 7500 v.Chr.

Volgens de huidige inzichten hebben de mensen in de Vruchtbare Sikkel en Zuid-Anatolië zich al in het late Epipaleolithicum gevestigd in nederzettingen (Natufien). Dit begon al tijdens het einde van het Weichselien (de laatste ijstijd) ca. 11.000 v.Chr. De nederzettingen werden in het algemeen steeds groter en werden ze ook steeds meer beveiligd. Uiteindelijk evolueerden ze tot stadstaten.
De in deze nederzettingen wonende mensen verzamelden in eerste instantie nog wilde gewassen voor hun levensonderhoud. Ze begonnen de velden met deze wilde gewassen enigszins te beschermen tegen wilde dieren. Later werd steeds meer aandacht geschonken aan deze velden.
Mogelijk heeft de landbouw in het vroege neolithicum een impuls gekregen naar aanleiding van een klimatologische verandering. De Jonge Dryas (ca. 10.700 – 9560 v.Chr.) was een koudeperiode waardoor het klimaat in Zuidwest-Azië veel droger werd. Door te wieden en van elders verkregen zaad te planten begonnen de mensen met het beoefenen van landbouw.
Volgens nieuwe inzichten werd al rond 20.000 v.Chr. geëxperimenteerd met de veredeling van graansoorten.
Nog later werd ook begonnen aan veeteelt. Tot dan toe werd voornamelijk op wilde dieren gejaagd om zo in de behoefte aan vlees te voorzien. Toen de kuddes wilde dieren geleidelijk aan begonnen te verdwijnen, werd ter compensatie aan veeteelt begonnen met de domesticatie van dieren als schapen, geiten, runderen en varkens.
Rond 6200 v.Chr. vond de 8k2-gebeurtenis plaats. Dit was een door klimatologen zo genoemde ontwikkeling, waarbij de temperatuur over de hele wereld enkele graden daalde. Deze gebeurtenis markeerde in de Levant het einde van het pre-keramische tijdperk.

### Afrika
In de Nijlvallei waren er al vroeg voorlopers van landbouw. Bij de Qadancultuur (13.000-9000 v.Chr.) werden al systematische inspanningen gedaan om lokale wilde planten te verzorgen, irrigeren en oogsten, zonder echter op geordende wijze te zaaien. 
Vanaf het 10e millennium v.Chr. werd er bij de Khartoemculturen in de Nijlvallei het oudste keramiek van Afrika gemaakt, het golfpatroon-keramiek (Wavy Line Pottery). Dit verspreidde zich ver over de Sahara, tot bij de Kiffian-cultuur (7700 tot 6200 v.Chr.) in de Ténéré.
Vanaf 6000 v.Chr. vormen zich onder invloed van de Levant nederzettingen met een volledig neolithische levenswijze in het huidige Egypte. De Fajoemcultuur (4000-3000 v.Chr.) toont duidelijke banden met de Jordaanvallei en het daar gevonden Yarmukian. 
in de Sahara bloeide van ongeveer 5200–2500 v.Chr. het subneolithische Tenerian. Dit was tijdens het Holoceen subpluviaal, een vochtige periode van de Sahara. De Teneriërs waren naast vissers en jagers ook de eerste veeherders in de Sahara. Ze introduceerden de eerste schapen en runderen in de Sahara, die zij afbeelden in rotstekeningen. Bewijzen voor het verbouwen van graan zijn ook gevonden.

### Europa
In Europa verspreidde het neolithicum zich later dan in de Levant en is daar waarschijnlijk een afgeleide van. Er zijn twee belangrijke stromingen te onderscheiden. 

Sesklocultuur en cardiaal-impressoculturen

De Sesklocultuur in Griekenland (±6800 v.Chr.) en de cardiaal-impressoculturen van het Middellandse Zeegebied vertegenwoordigen een vroege verspreiding, waarschijnlijk door migratie over zee naar de kusten en via eilanden zoals Cyprus.
Een tweede, iets latere verspreiding vond waarschijnlijk over land plaats, via de toen nog niet doorgebroken Bosporus naar het huidige Bulgarije. Hier ontstond de Starčevo-Köröscultuur (6200-5600 v.Chr.). De immigranten bouwden huizen en deden aan landbouw en veeteelt. Niet veel later konden zij ook potten bakken. 
Vanuit het Balkangebied verspreidde het Neolithicum zich, mogelijk in verband met overstromingen rond de Zwarte Zee rond 6000 v.Chr.,  deels door migratie en deels door overname, over Midden-Europa. De belangrijkste vertegenwoordigers hiervan zijn de bandkeramische culturen.

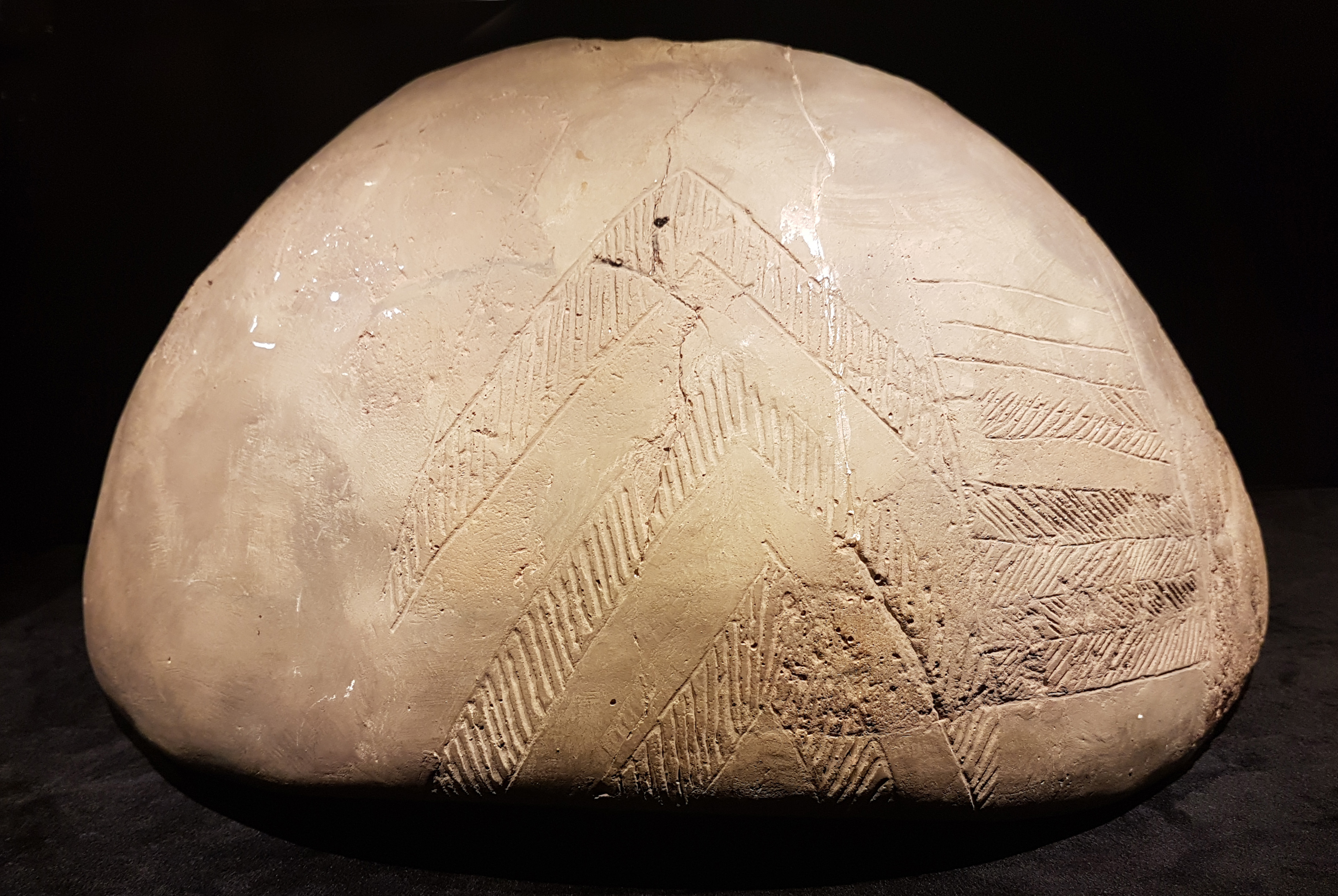
Limburg-aardewerk, een plaatselijke variant op de bandkeramiek

In Noordwest-Europa begon het neolithicum ca. 6000-5500 v.Chr. voornamelijk door imitatie. De hier aanwezige volkeren keken de kunst van huizen bouwen, landbouw, veeteelt en pottenbakken van de Midden-Europese bandkeramiekvolkeren af. In Limburg voltrok deze overgang zich rond 5500 v.Chr. zeer snel omdat huizen bouwen, landbouw, veeteelt en pottenbakken werden geïmiteerd. In Engeland en Denemarken begon het Neolithicum pas rond 3700 v.Chr.
In Zuid-Rusland lijkt het Neolithicum zich vanuit de Kaukasus of mogelijk Centraal-Azië verspreid te hebben (Beneden-Wolgagebied. Uit de subneolithische Seroglazovocultuur ontstond de Samaracultuur) van de Midden-Wolga, die gezien kan worden als de vroegste Indo-Europese culturen. Onder invloed van de vroege metaalbewerkende culturen van de Kaukasus zouden hier de eerste bronstijdculturen van Europa ontstaan, met daaropvolgend de verspreiding van de Indo-Europese talen en cultuur over Europa.

#### Ötzi
Een van de bekendste recente vondsten uit het neolithicum is Ötzi, een ijsmummie die ca. 3300 v.Chr. leefde. Zijn lichaam werd in ontdooiend ijs op een berg tussen Italië en Oostenrijk aangetroffen. Hij had typische steentijdartefacten bij zich, zoals lederen kleren, pijl-en-boog en ook een koperen bijl.

## Gevolgen

### Vernieuwingen en veranderingen

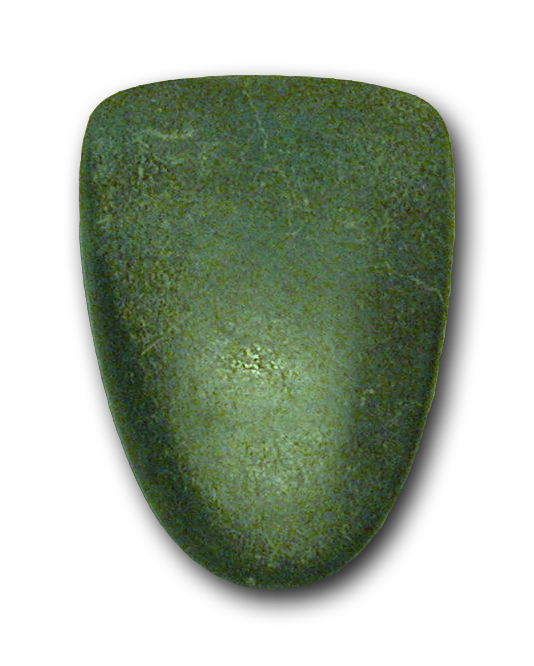
Gepolijste stenen vuistbijl, Archeologisch Museum van Thessaloniki

- De stenen werktuigen in het mesolithicum werden gemaakt door met andere stenen stukken af te slaan van een stuk vuursteen. In het neolithicum begon men werktuigen te maken van geslepen stenen.
- Pottenbakken. De uitvinding van het pottenbakken en het pottenbakkerswiel verlopen per regio anders. In het Midden-Oosten duurde het erg lang na de aanvang van het neolithicum (ca. 11.000 v.Chr.) voordat het pottenbakken werd uitgevonden (ca. 6200 v.Chr.). In Centraal- en Noordwest-Europa begon rond 5500 v.Chr. het neolithicum met de bandkeramische cultuur, mensen die tegelijkertijd huizen gingen bouwen, aan landbouw en aan veeteelt deden en ook al konden pottenbakken.
- Koper werd in het Midden-Oosten toegepast vanaf ca. 5500 v.Chr. Aanvankelijk werd gedegen koper gebruikt voor werktuigen en wapens. Dit is zacht en dus gemakkelijk te bewerken. Maar de zachtheid is ook een nadeel in het gebruik. Later werd koper uit erts gesmolten. Bij het smelten kwamen er vanzelf verontreinigingen in terecht. Vaak werd het hierdoor harder en dus beter geschikt als gereedschap of als wapen. Soms werd het daardoor echter bros en daarmee ongeschikt. De producten werden tot op grote afstanden geëxporteerd.[16]
- Het wiel is uitgevonden op verschillende plaatsen in de wereld.
- Het schrift is ook op verschillende plaatsen in de wereld uitgevonden.

Voor een meer uitgebreide beschrijving van deze uitvindingen:
Zie Neolithicum Uitvindingen

### Veranderingen in de samenleving

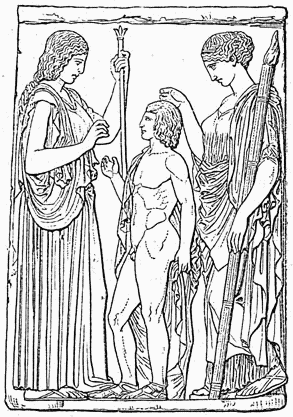
De oude godin Demeter en haar jongere opvolgster Persephone, zegenen de jonge man Triptolemos aan wie zij de kunst van de landbouw hebben doorgegeven.

Aanvankelijk was er in het Mesolithicum en het vroege Neolithicum een min of meer gelijkwaardige samenleving, een heterarchie, iedereen deed alles zelf en iedereen had in principe evenveel te vertellen.
Met de omschakeling van jager-verzamelaars naar een steeds meer gevestigd boerenbestaan kwam er een toenemende specialisatie. Later kwam er enige industrialisatie voor gebruiks- en siervoorwerpen. De seriematige productie hiervan was ook gespecialiseerd.
Zo ontstond geleidelijk een hiërarchische organisatie van de gemeenschap.
- Grotere groepen van verwanten vervingen de kleine families
- Gezamenlijke organisaties beschermden en bestuurden nu de interesses van het individu.
- Behalve werken voor het levensonderhoud en het huishouden, waren er nu taken voor de gemeenschap die hierdoor sociaal en economisch sterker werd.[17] De economische activiteit was hoofdzakelijk gecentreerd rond de tempelfunctie.

In onderlinge competitie, maar ook samenwerking, ontstond een snelle toename van de kennis over het beheer van de omgeving. Men kon zich nu economisch aanpassen en omgaan met tekorten in de opbrengst van de omgeving, iets wat daarvoor onmogelijk was. Observatie van de sterrenhemel en het vastleggen van een kalender waren daarbij noodzakelijk. Er kwamen voorraden en voorraadbeheer. Er was in toenemende mate productie en technische vernieuwing. Er volgde geleidelijk aan handel, soms met verre gebieden.
Er kwam een zekere mate van welstand voor sommige nederzettingen en sommige mensen. Er kwam ongelijkheid van bezit. Daarmee kwamen er echter toenemende conflicten tussen en binnen de nederzettingen. Geleidelijk aan werden de nederzettingen versterkt, er kwamen muren omheen. De nederzettingen werden steeds groter, de vorming van stadstaten begon en oorlog werd een middel om belangen te behartigen.
Door het aanleggen van voorraden en het verzamelen van kapitaal begon het verschijnsel privé-eigendom, maar ook diefstal op te treden. Er kwamen mogelijk vormen van rechtspraak.
Ook ontstond door de aanleg van voorraden een sterke bevolkingsgroei. Toch werden mensen nu (in vergelijking met het paleolithicum) kleiner, daalde hun levensverwachting en hadden ze meer infecties. Dit wordt wel toegeschreven aan het feit, dat ze door in nederzettingen te wonen niet meer zo mobiel waren om bij een slechter wordend klimaat snel te verhuizen. Daardoor zouden zij nu juist eerder het slachtoffer zijn geworden van hongersnoden.

### Religie
Over de oorsprong van religie zijn uiteenlopende theorieën, die bij gebrek aan geschreven bronnen ook allemaal de nodige kritiek kennen. Edward Burnett Tylor en Herbert Spencer gingen uit van animisme, John Lubbock van fetisjisme, Max Müller van hedonisme en Wilhelm Mannhardt van naturalisme.
De oudst bekende tempelcomplex is Göbekli Tepe in Anatolië uit het Prekeramisch Neolithicum A. Klaus Schmidt dacht dat er mogelijk sprake was van voorouderverering door jager-verzamelaars. Wat de symboliek was van de aangetroffen dierenbeeltenissen is nog onduidelijk.
Met de ontwikkeling van landbouw waren er ontwikkelingen in de richting van een polytheïsme met een pantheon aan goden en mythologische verhalen. Voor het gewone volk bleef de voorouderverering belangrijk tot diep in de ijzertijd. Daar waar geweldsdreiging nog geen grote verdedigingswerken noodzakelijk maakte, werden grote religieuze bouwwerken geconstrueerd, zoals tempelheuvels in Mesopotamië, het Indusdal en de kust van Peru en piramiden in Egypte, China en Mexico.
Het lijkt er op dat de eerste steden rond heiligdommen ontstonden. In Uruk diende de Eannatempel, het heiligdom van de godin Inanna, als middelpunt in de redistributie-economie.

## Nederzettingen
In het mesolithicum waren de mensen jager-verzamelaars in een nomadische samenleving. Men leefde van in het wild groeiende gewassen en de jacht. Waar mogelijk was er visvangst. Volgens de huidige inzichten hebben de mensen in de vruchtbare sikkel en Zuid-Anatolië zich al in het late Mesolithicum of (Natufien) gevestigd in nederzettingen. Het begon al tijdens het einde van het Weichselien (de laatste ijstijd) rond 11.000 v.Chr.
Nederzettingen werden gaandeweg steeds groter en beter beveiligd; er kwamen muren omheen. Later kwamen er steden die kunnen worden beschouwd als de voorlopers van de latere stadstaten.

## Uitvindingen

### Stenen werktuigen
Gedurende het gehele neolithicum, ook tijdens de kopertijd, werden op grote schaal stenen werktuigen gemaakt. In Spiennes, Henegouwen, waren industriële vuursteenmijnen waar goede kwaliteit vuursteen werd gedolven en verwerkt. Deze stenen werktuigen werden over grote afstanden verhandeld.

### Gepolijste steen

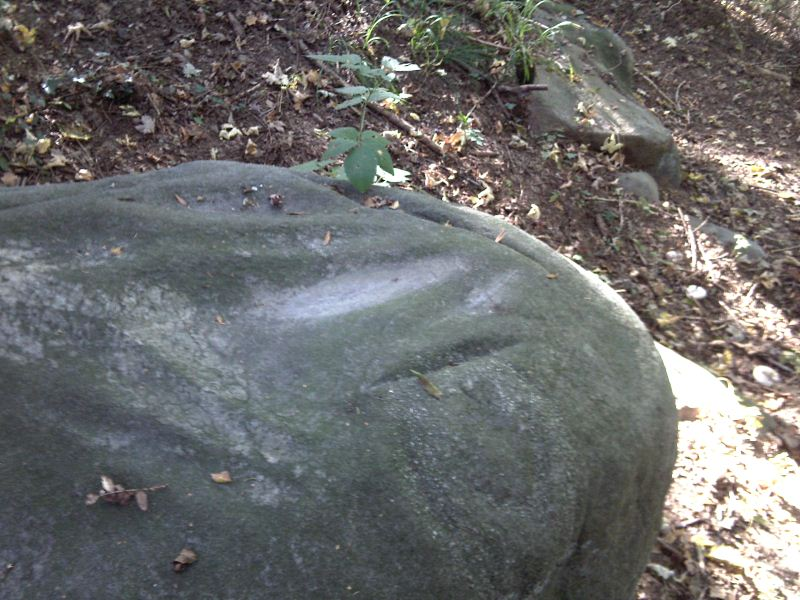
Polissoir of slijpsteen om bijlen te polijsten (Slijpsteen van Slenaken)

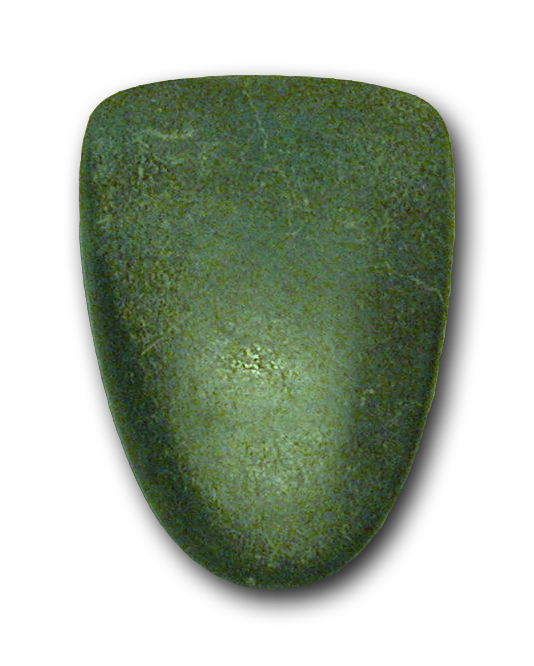
Gepolijste stenen bijl (Archeologisch Museum van Thessaloniki)

De stenen werktuigen van het paleolithicum werden gemaakt door met andere stenen stukken af te slaan van een stuk vuursteen. In het neolithicum werden werktuigen gemaakt van geslepen stenen.

### Keramiek
De uitvinding van het pottenbakken verliep per regio anders. In het Midden-Oosten duurde het erg lang na de aanvang van het neolithicum (Prekeramisch Neolithicum, ca. 11.000 v.Chr.) voordat het pottenbakken werd uitgevonden (Keramisch Neolithicum, ca. 6200 v.Chr.).
In Oost-Azië daarentegen werd al keramiek geproduceerd lang voor de verspreiding van de landbouw. Tijdens de Jomonperiode werd in Japan al hoogwaardig aardewerk geproduceerd, terwijl de landbouw zich pas aan het einde van die periode verspreidde.
In Limburg begon ca. 5500 v.Chr. het neolithicum met de bandkeramische cultuur, mensen die tegelijkertijd huizen gingen bouwen, aan landbouw en aan veeteelt deden en ook al konden pottenbakken.
Het pottenbakkerswiel werd pas uitgevonden aan het begin van de bronstijd, tijdens de Urukperiode in Mesopotamië.

### Koper
Men rekent de kopertijd tot het late neolithicum. Het koper zou rond 5500 v.Chr. zijn uitgevonden (mogelijk in Zuid-Anatolië). Aanvankelijk werd gedegen koper gebruikt voor werktuigen en wapens. Dit is zacht en dus gemakkelijk te bewerken. Maar de zachtheid is ook een nadeel in het gebruik. Later werd koper uit erts gesmolten. Bij het smelten kwamen verontreinigingen terecht in het koper. Vaak werd het hierdoor harder en dus beter geschikt als gereedschap of als wapen. Soms werd het daardoor echter bros en daarmee ongeschikt. De producten werden tot op grote afstanden geëxporteerd. Later werd koper gelegeerd met tin. Dit is het begin van het bronstijdperk. Brons is harder en slijtvaster dan koper.

### Het wiel

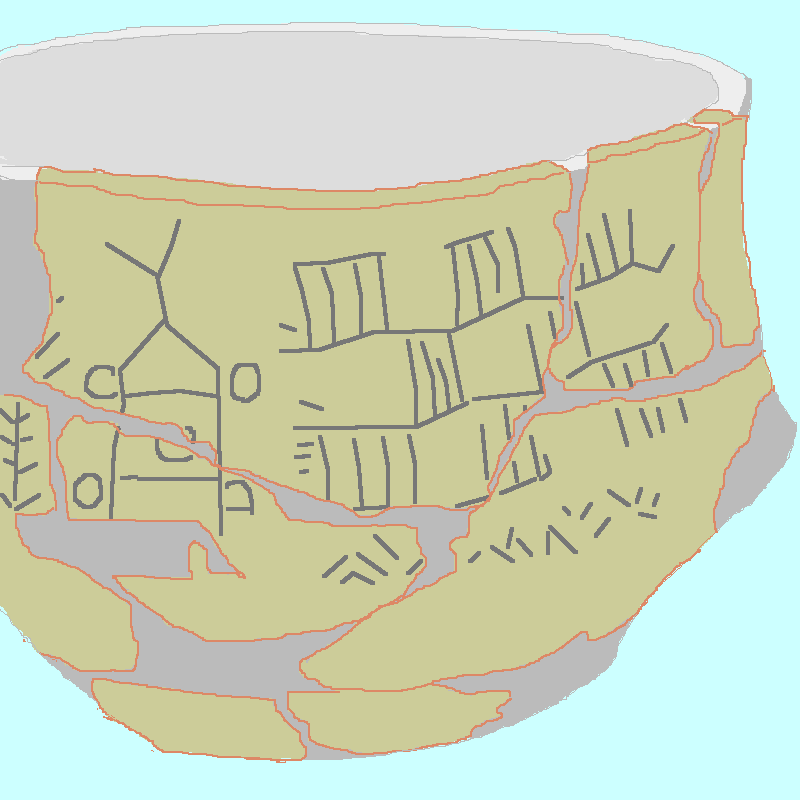
Trechterbeker van Bronocice: Een wagen met een soort weg

Lang werd de baanbrekende uitvinding van het wiel in Soemer ergens in het 4e millennium v.Chr. geplaatst. Tegenwoordig wordt gedacht dat het op verschillende plaatsen ongeveer tegelijkertijd werd uitgevonden. Daarvoor werden lasten getransporteerd met behulp van sleeën en travois. Voor het transport door middel van rollende boomstammen was een goed voorbereide weg nodig. De achterste stammen werden telkens weggenomen en vooraan gelegd. Zonder dit laatste transportmiddel zouden de Egyptische piramiden en Stonehenge niet gebouwd zijn.
Een aardewerken beeldje van een os met vier wielen uit de Cucutenicultuur werd gedateerd op 3950 tot 3650 v.Chr.
De eerste vondsten van wagens of afbeeldingen daarvan dateren van rond 3500 v.Chr. uit uiteenlopende streken, uit landen rond de Alpen (wiel van Stare gmajne), uit Zuid-Polen (trechterbeker van Bronocice), uit de Noord-Kaukasus (Majkopcultuur, tegenwoordig in Rusland), uit Mesopotamië en uit de Indusbeschaving (Harappa). Het is goed denkbaar dat er in de toekomst nog meer plaatsen worden gevonden waar het wiel is uitgevonden. En onder de oudste vondsten zijn ook al twee-assige wagens.
Het wiel, oorspronkelijk met meedraaiende as, maakte het transport veel gemakkelijker en kon ook al in het Neolithicum met stenen werktuigen gemaakt worden. Vaak ging de invoering van het wiel gepaard met het aanleggen van wegen, maar soms ook niet: het was afhankelijk van het terrein.
Mesopotamische en Egyptische pottenbakkers gelden als de eersten die het pottenbakkerswiel hebben toegepast bij het maken van aardewerk. Een stenen pottenbakkersschijf gevonden bij de Mesopotamische stad Uruk in het hedendaagse Irak is gedateerd op ongeveer 3129 v.Chr. maar in hetzelfde gebied zijn fragmenten van op een draaischijf gemaakt aardewerk van een nog vroegere datum gevonden. Omdat uit die locatie en periode geen voertuigen met wielen bekend zijn is het pottenbakkerswiel waarschijnlijk onafhankelijk uitgevonden.
Al in de steentijd werd het gewicht van het massieve wiel verminderd door er gleuven in te maken. De spaak was een latere uitvinding uit de bronstijd en werd rond 2000 v.Chr. op de Pontisch-Kaspische Steppe uitgevonden (Sintasjtacultuur). Met dit stevige en lichte spaakwiel werden strijdwagens gebouwd. De eerste spaakwielen hadden bronzen spaken, later werden ze van hout gemaakt. Wel bleef het lager met brons beslagen.

### Het schrift
Schrift is een communicatiemiddel en er kan gesproken informatie mee bewaard worden. Het is een van tevoren afgesproken systeem, waarin tekens een vaste betekenis hebben. Deze tekens worden op een drager geschreven, waardoor ze weer (gebruik makend van dezelfde afspraken) gedecodeerd ofwel gelezen kunnen worden.

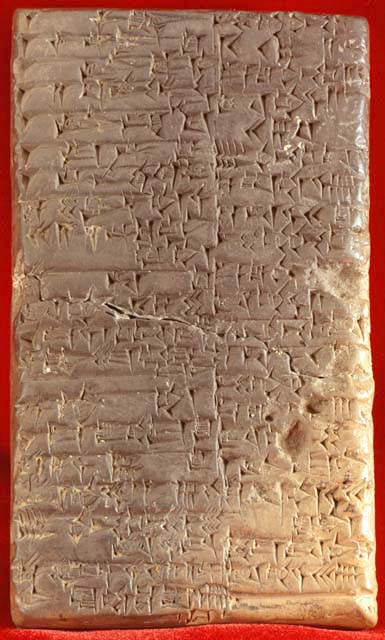
Kleitablet met Sumerisch spijkerschrift (± 2400 v.Chr.)

Voor de ontwikkeling van het schrift was er slechts de mondelinge overlevering. Dit borg het gevaar in zich dat onderdelen van het verhaal werden weggelaten, toegevoegd of veranderd. Het ontstaan van het schrift wordt geplaatst in bijna alle bekende culturen in het laat-neolithicum: Sumer, Egypte, Indus-cultuur, China, de Olmeken en tegenwoordig ook wel in Zuid-Anatolië.
Reeds rond 9500 v.Chr. werden er in Zuid-Anatolië in Göbekli Tepe stenen gemaakt met geometrische lijnen, waarvan onderzoekers met enige zekerheid zeggen, dat ze dienden voor het rekenen. Rekenen is waarschijnlijk het belangrijkste fundament voor de ontwikkeling van een echt schrift. De gevonden stenen kregen de Latijnse naam calculi, waarvan het woord calculeren (rekenen) is afgeleid. In Nevali Cori zouden bullae gevonden zijn.
Slechts weinig onderzoekers geloven dat de symbolen van de Vinča-cultuur uit het vijfde millennium v.Chr. een echt schrift zijn.
Sumer wordt gedacht als de plaats waar het schrift in de vorm van spijkerschrift voor het eerst vanaf ca. 3300 v.Chr. is gebruikt in verband met de toenemende handel en bureaucratie. De tot nu toe oudste vondsten van schrift werden gedaan in een laag met afval onder de Uruk-III-laag. Daardoor zijn ze in het vierde millennium v.Chr. te dateren. Het gaat om handelsteksten. Het toegepaste schrift laat echter geen conclusies toe omtrent de taal, dus we weten niet zeker of het Sumerisch is.
Aanvankelijk werden driedimensionale vormpjes van klei gemaakt, zogenaamde rekenstenen, die goederen en aantallen symboliseerden. De voorwerpjes werden opgesloten in bollen van klei (bullae) en afgesloten met een zegel. Dit werd meegegeven aan degene die bijvoorbeeld een kudde dieren moest afleveren. De afnemer kon dan zien of de levering klopte. Het schrift begon, toen deze driedimensionale vormen werden overgebracht op een plat vlak. In een plak klei werden de symbolen gekrast. Deze symbolen ontwikkelden zich tot pictogrammen. Een voet werd aangegeven door een tekeningetje van een voet. Later ging dit echter ook verwijzen naar "gaan" en "staan". De symbolen voor "vogel" en "ei" betekenden samen "opvoeden". De tekens werden hiermee ideogrammen.
Het schrift werd in de loop van het derde millennium eerst alleen gebruikt voor economische doeleinden; wetteksten, contracten, brieven, boekhoudkundige teksten.
Rond 2700 v.Chr. werd overgegaan van het krassen in klei naar indrukken maken met een stilus. Dat leidde tot een sterke codifisering: de symbolen zijn nauwelijks nog herkenbaar. Door de vorm van de stilus ontstond het typische spijkerschrift. Ook werd niet meer van boven naar beneden geschreven, maar van links naar rechts.
Vanaf 2600 v.Chr. werd het schrift ook gebruikt voor historische teksten, bezweringen, epen, hymnen en liefdespoëzie, dit alles vaak in een religieuze context.
Een andere bevolkingsgroep in Mesopotamië, de Akkadiërs, begon pas later te schrijven. Sumerisch wordt na 2000 v.Chr. niet meer gesproken, maar het blijft ge/herschreven worden. Kennis van Sumerisch blijft onontbeerlijk voor een carrière als ambtenaar tot diep in het 1e millennium. De laatst gevonden tekst in spijkerschrift in het Akkadisch is van 100 n.Chr.
In het eerste millennium had het spijkerschrift zich ontwikkeld tot een lettergrepenschrift met ca. 600 tekens.
De Egyptische hiërogliefen worden soms gezien als een idee dat uit voor-Azië is geïmporteerd, maar door nieuwe vondsten van Günter Dreyer wordt gedacht dat het om een zelfstandige uitvinding gaat.
Het Chinees schrift gaat terug tot de orakelbotten van de 13e eeuw v.Chr.
In Midden-Amerika (Maya's) werd het schrift eveneens zelfstandig ontwikkeld. Het oudste schrift dat in Midden-Amerika ontdekt werd, is een ca. 3000 jaar oude steen waarin 62 symbolen gekerfd staan. Enige van deze symbolen stonden ook op vondsten van de Olmeken.

## Opkomst van specialisatie, hiërarchisering, oorlog en staten

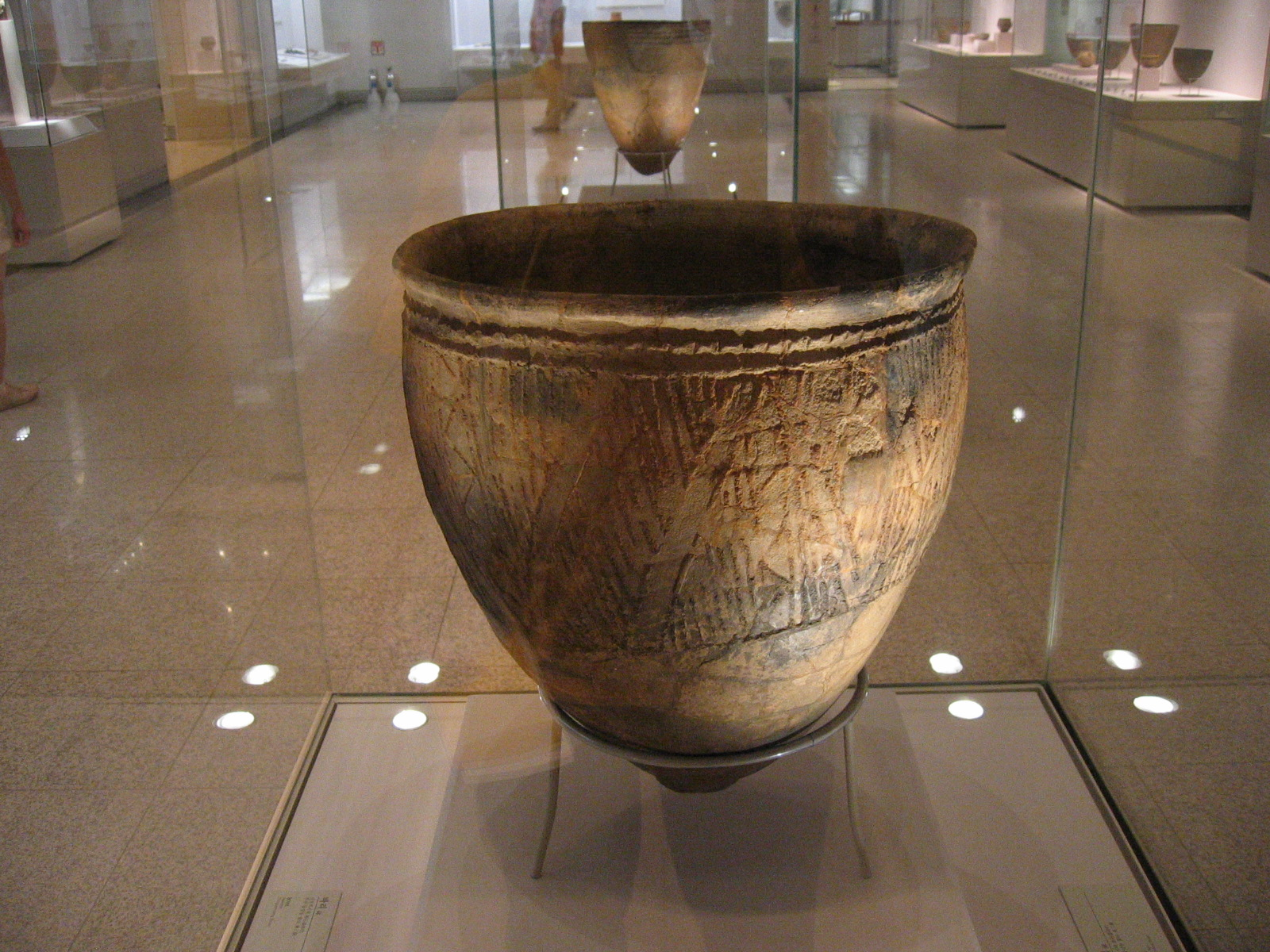
Neolithische pot uit Korea

Aanvankelijk was er in het Mesolithicum en het vroege Neolithicum een heterarchie, iedereen deed alles zelf en iedereen had in principe evenveel te vertellen. Hooguit was er een ad-hocleider bij de jacht. Als er al sprake was van bestuur, dan was dit bottom-up.
Met de omschakeling van jager-verzamelaars naar een gevestigd boerenbestaan, kwam er een toenemende specialisatie (bijvoorbeeld één herder per dorp, één pottenbakker enz.). Later kwam er enige industrialisatie voor gebruiks- en siervoorwerpen. De (seriematige) productie hiervan was ook gespecialiseerd.
Ook ontstond er geleidelijk aan een hiërarchische organisatie van de gemeenschap.
- Grotere groepen van verwanten vervingen de kleine families
- Gezamenlijke organisaties beschermden en bestuurden nu de belangen van het individu.
- Behalve werken voor het levensonderhoud en het huishouden, waren er nu taken voor de gemeenschap (die hierdoor sociaal en economisch sterker werd).[28] Het (verplicht) uitvoeren van taken voor de gemeenschap zou gezien kunnen worden als het begin van een belastingstelsel.

In onderlinge competitie ontstond een snelle toename van de kennis over het beheer van de omgeving. Daarmee kon beter worden omgegaan met tekorten in de opbrengst van de omgeving, iets wat daarvoor onmogelijk was. Er kwamen voorraden en voorraadbeheer. Er was in toenemende mate industriële productie en technische vernieuwing. Er kwam geleidelijk aan handel, soms met verre gebieden.
Er kwam een zekere mate van welstand voor sommige nederzettingen en sommige mensen. Er kwam ongelijkheid van bezit. Daarmee kwamen er echter toenemende conflicten tussen en binnen de nederzettingen. Geleidelijk aan werden de nederzettingen versterkt, er kwamen muren omheen. De nederzettingen werden steeds groter, de vorming van stadstaten begon en oorlog werd een middel om belangen te behartigen.
Door het aanleggen van voorraden en het verzamelen van kapitaal begon het verschijnsel privé-eigendom, maar ook diefstal op te treden. Er kwamen mogelijk vormen van rechtspraak.
Ook ontstond door de aanleg van voorraden een sterke bevolkingsgroei. Toch werden mensen nu (in vergelijking met het laat-paleolithicum) kleiner, daalde hun levensverwachting en hadden ze meer infecties. Dit wordt wel toegeschreven aan het feit, dat ze door in nederzettingen te wonen niet meer zo mobiel waren om bij een slechter wordend klimaat snel te verhuizen. Daardoor zouden zij nu juist eerder het slachtoffer zijn geworden van hongersnoden.

## Voorouderverering, religie en kunst
Al tijdens het Midden-paleolithicum, bij de neanderthalers, bestond de gewoonte om de stoffelijke resten van gestorven leden van de gemeenschap met zorg aan de aarde toe te vertrouwen. De uitvoering van het graf bleef echter uiterst bescheiden, in de vorm van een heuveltje, een paaltje of bijvoorbeeld een steen werd het graf gemarkeerd.
In het neolithicum werd voor het eerst werk gemaakt van het uiterlijke, zichtbare deel van het graf. De toen gebouwde grafmonumenten (vaak in de vorm van grote langwerpige of ronde heuvels van aarde over een stenen of houten grafkamer) werden generaties lang gebruikt, met bijzettingen die tot in de honderden liepen. In de Lage Landen waren het de boeren van de trechterbekercultuur die dergelijke imposante graven bouwden, de zogenaamde hunebedden. In de grafkamers werden ook resten van aardewerk aangetroffen (gemiddeld één of twee potten per persoon).
Aan het einde van het neolithicum, vanaf 2900 verschenen in het grootste deel van Noord- en Midden-Europa graven met individuele bijzetting en bijgiften, voorwerpen die met de gestorvene werden begraven. Het gaat bij de enkelgrafcultuur om individuele inhumaties waarbij de dode in een grafkuil met bekisting wordt gelegd, met daaromheen een greppel en soms een palenkrans. Ook werden vrouwen en mannen anders ter aarde gelegd: vrouwen op hun linkerzijde naar het oosten gericht, mannen op hun rechterzijde naar het westen gericht. De overgang van trechterbekercultuur naar enkelgrafcultuur verliep zo bruusk, binnen één tot twee generaties, dat weleens van een culturele revolutie gesproken wordt, waarbij een nieuwe bevolking zich in het gebied was komen vestigen en binnen korte tijd cultureel dominant werd. Volgens de Koerganhypothese zouden dit de Indo-Europeanen zijn. Met deze culturele omwenteling zou de Europese bronstijd ingeluid worden.
Het bestaan van een zorg voor de doden en rituelen zoals het meegeven van persoonlijke bezittingen of offergaven is een mogelijke aanwijzing voor een geloof in een leven na de dood, maar de exacte betekenis ervan is door archeologen natuurlijk niet meer te achterhalen. In het vroege neolithicum was er mogelijk alleen sprake van voorouderverering, terwijl er op het einde van het neolithicum ontwikkelingen waren in de richting van een pantheon met goden en mythologische verhalen die aan de hoven de ronde deden. Voor het gewone volk bleef de voorouderverering belangrijk tot diep in de ijzertijd.